# Ferrovie Sotetsu
Le Ferrovie Sagami s.p.a. (相模鉄道株式会社?, Sagami Tetsudō Kabushiki-gaisha), meglio conosciute come Ferrovie Sōtetsu  (相鉄?) sono un'azienda giapponese di trasporti ferroviari nella grande Area di Tokyo con sede a Yokohama (Kanagawa). 
Le ferrovie Sagami sono una delle compagnie principali del gruppo Sōtetsu, che opera in diverse divisioni (come linee di bus e supermercati). La Sōtetsu è la più piccola delle 16 grandi società ferroviarie private giapponesi, ma ha avuto molto successo nello sviluppo urbano delle aree servite dalle sue tre linee, al punto che nel 2010 erano utilizzate da circa 623.500 passeggeri al giorno.

## Storia
Nel gennaio 1917 venne fondata a Chigasaki la compagnia "Sagami Railway KK" per trasportare la ghiaia sul fiume Sagami. La prima sezione, fra chigasaki e Samukawa, venne aperta nel 1919, e la linea venne estesa gradualmente fino ad Hashimoto fino al 1931. Le ferrovie Sagami iniziarono a effettuare servizi diretti ad Hachiōji, ma la difficile gestione della linea, a causa di una crisi economica, segnò il declino dell'azienda, che nel 1941 divenne una sussidiaria della Tōkyū Corporation.
Nel frattempo, nel 1917 era stata fondata la "Jinchu Railway KK" nel villaggio di Seya (l'attuale Seya-ku di Yokohama), e la prima sezione fra Futamagawa e Atsugi aprì nel maggio 1926. La ferrovia Jinchu fu estesa alla stazione di Yokohama nel 1933, ma a causa di problemi finanziari venne assorbita dal gruppo Tōkyū, ancor prima della ferrovia Sagami, con la quale era unita alla stazione di Atsugi.
Nell'aprile 1943 la ferrovia Sagami assorbì la linea Jinchu e chiamò la nuova ferrovia "Linea Sagami" (linea principale) e "linea Jinchu" (la nuova sezione acquisita). Nel giugno 1944 tuttavia la linea Sagami e la diramazione di Nishi-Samukawa vennero acquistate dal governo per renderle un bypass fra le linee Tōkaidō e Chūō, e la marina militare giapponese, con la realizzazione dell'aeroporto di Atsugi, permise di incrementare il numero di passeggeri e di merci trasportati dalle ferrovie. Questo portò il gruppo Sagami a vendere nuovamente la sua divisione alla Tōkyū, sotto il cui controllo la linea venne elettrificata.
Nel giugno 1947 le ferrovie Sagami riebbero la propria indipendenza dalla Tōkyū, e nel 1952 acquistarono 25.000 ㎡ di terreno nei pressi della zona ovest della stazione di Yokohama per realizzare i loro grandi magazzini.
Il 30 novembre 2019 è stato aperto il primo tratto della terza linea denominata linea Shin-Yokohama, facente parte di un progetto di creare servizi diretti tra la linea Sotetsu principale e Tokyo, mediante un collegamento tra Nishiya e Hiyoshi. Il primo tratto, limitato a Hazawa-Yokohama-Kokudai, ha permesso di collegare fisicamente la linea Sotetsu principale alla Tokaido freight line inaugurando servizi diretti con la linea Saikyo da/per Shinjuku.

## Rete ferroviaria

Mappa della rete Sotetsu

La società opera quattro linee ferroviarie, di cui tre passeggeri e una merci, tutte e quattro elettrificate.

### Linee passeggeri
- Linea Sotetsu principale (相鉄本線): Yokohama — Nishiya — Futamagawa — Ebina (24,6 km)
- Linea Sotetsu Izumino (相鉄いずみ野線): Futamagawa — Shōnandai (11,3 km)
- Linea Sotetsu Shin-Yokohama (相鉄新横浜線): Nishiya — Hazawa-Yokohama-Kokudai (2,7 km)

### Linee merci
- Linea Atsugi (厚木線) (2,2 km)

## Materiale rotabile

### Elettrotreni
- Sōtetsu serie 7000 (dal 1975)
- Sōtetsu serie 8000 (dal 1990)
- Sōtetsu serie 9000 (dal 1993)
- Sōtetsu serie 10000 (dal 2002)
- Sōtetsu serie 11000 (dal 2009)
- Sōtetsu serie 12000 (dal 2019)
- Sōtetsu serie 20000 (dal 2018)
- Sōtetsu serie 700 (dal 2006)
- Sōtetsu serie 3000 (dal 1983)
- Seibu serie 2000 (dal 1977)
- Seibu serie 101 (dal 1969)

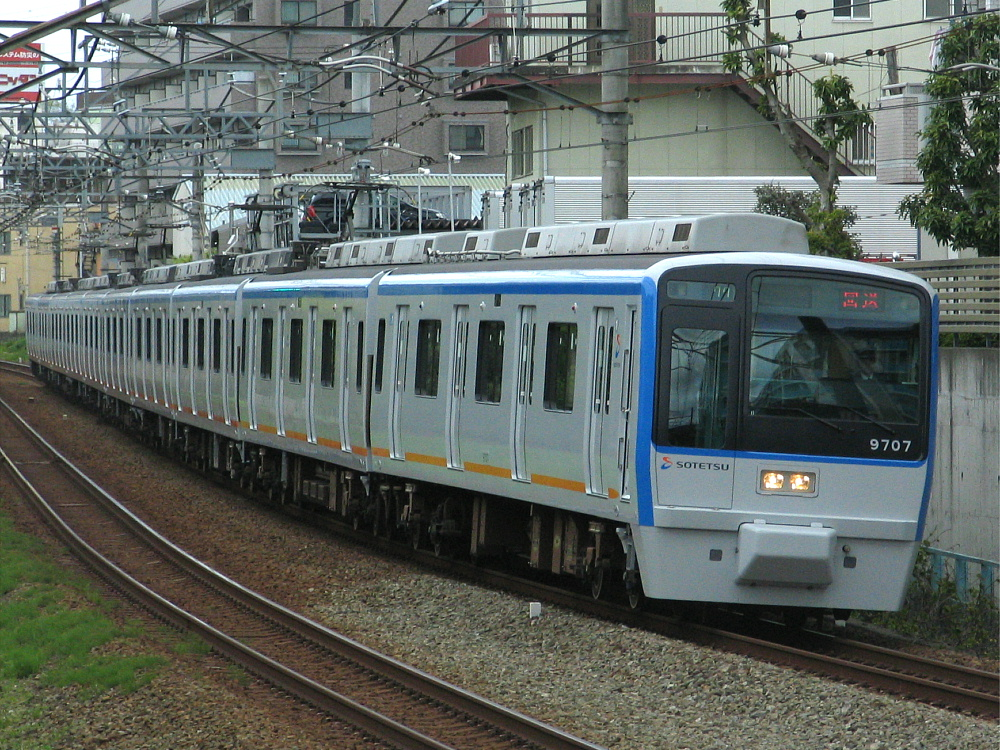
Serie 9000 con nuova livrea
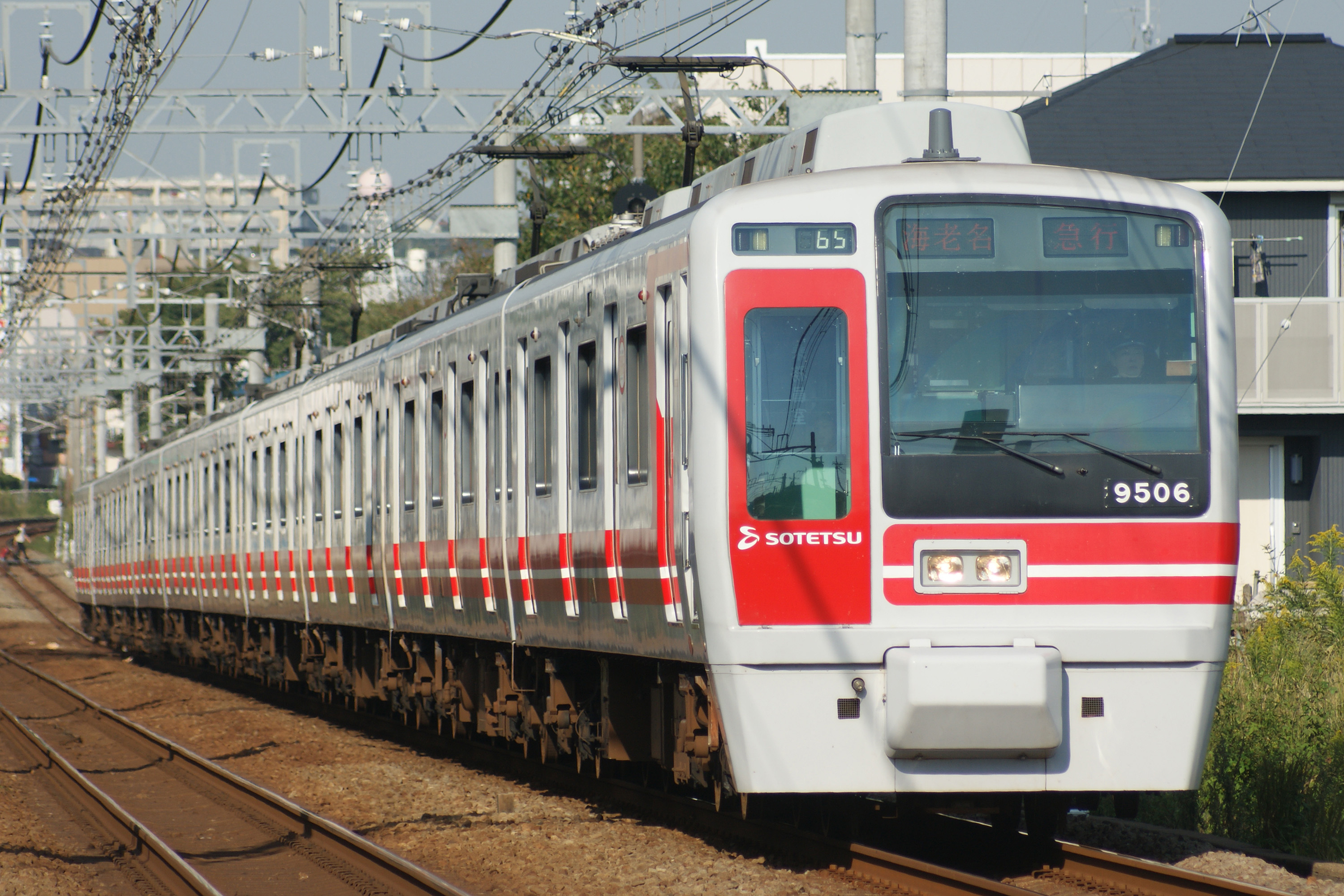
Serie 9000 in livrea originale
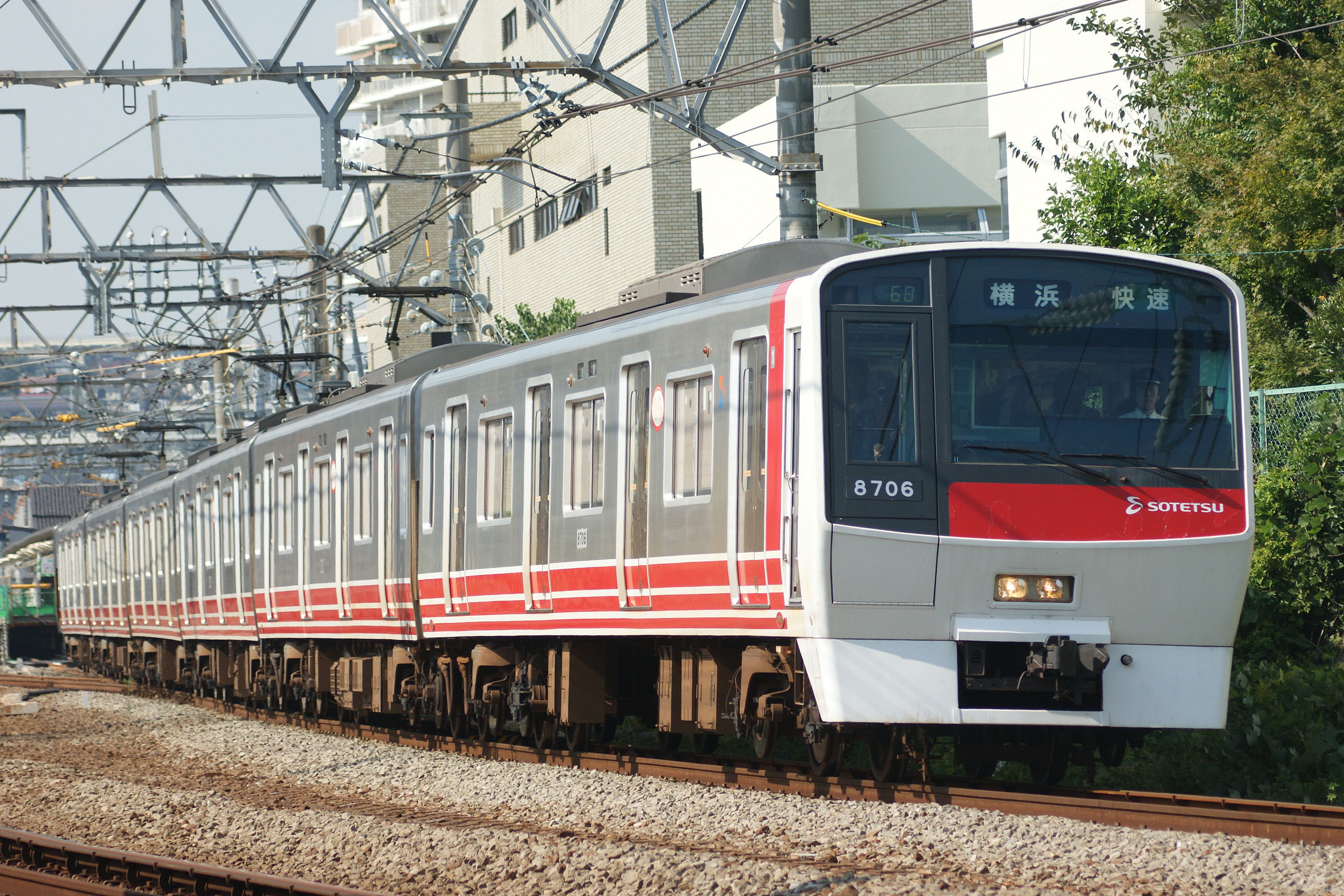
Serie 8000 in livrea originale
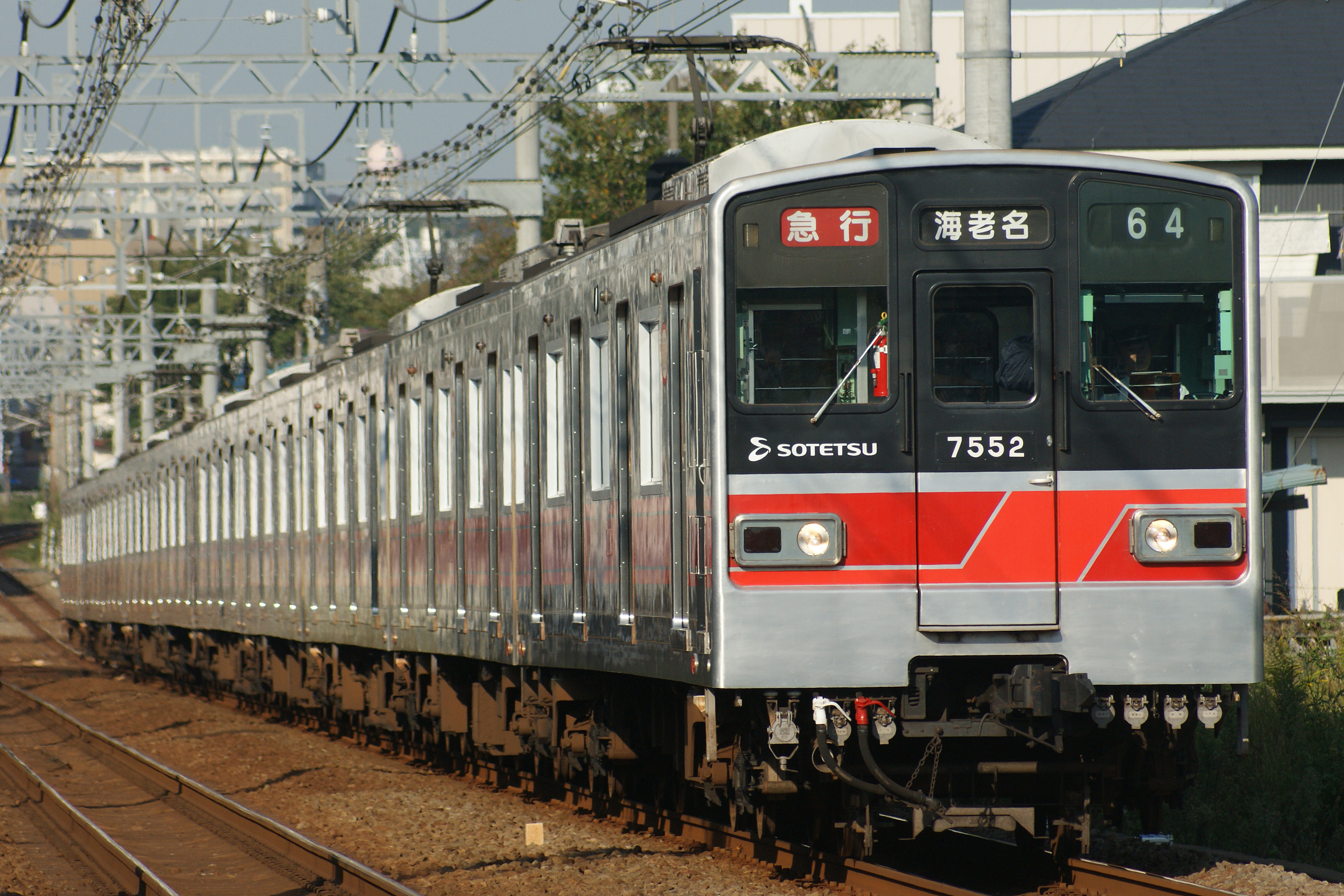
Nuova serie 7000 in livrea originale
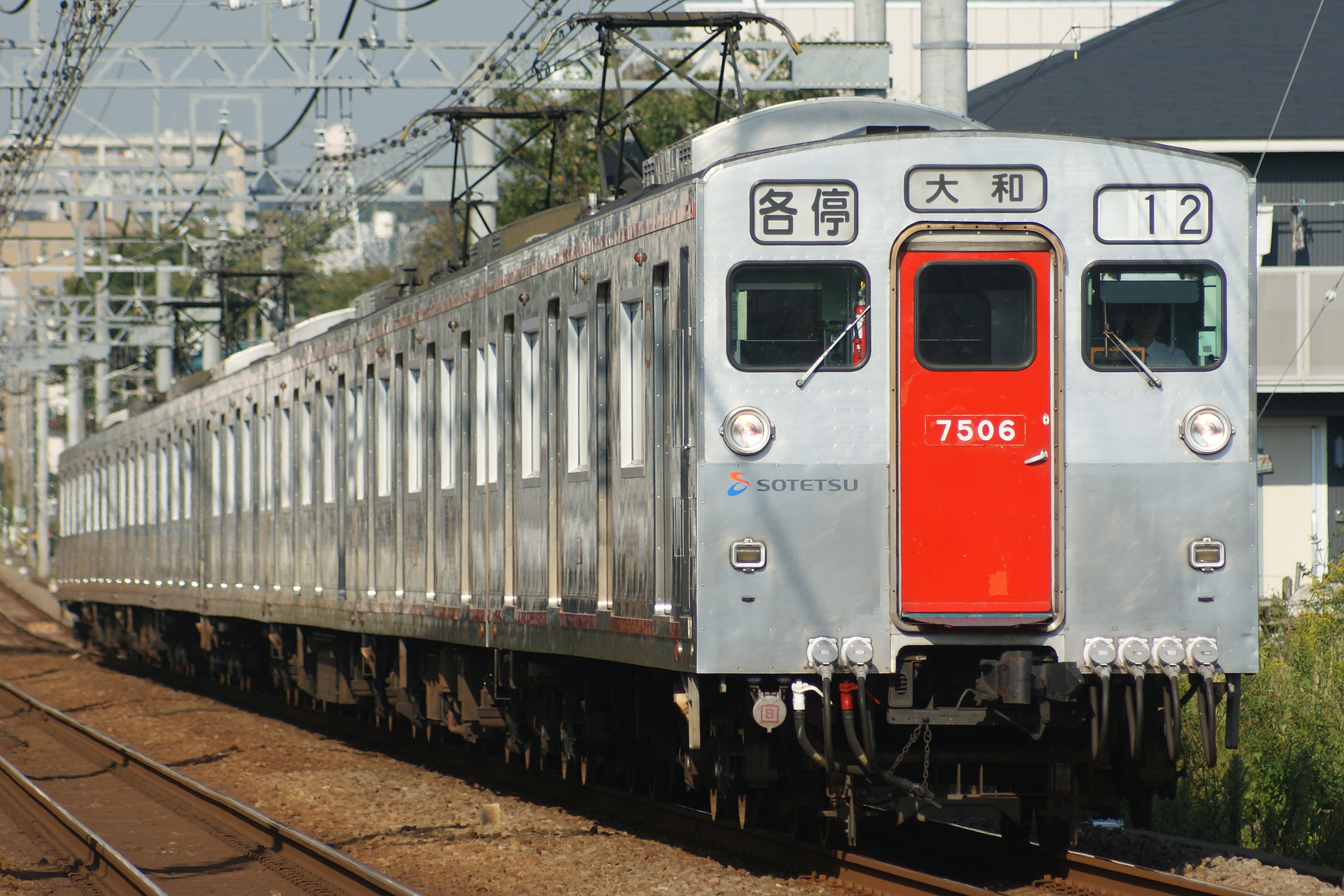
Serie 7000
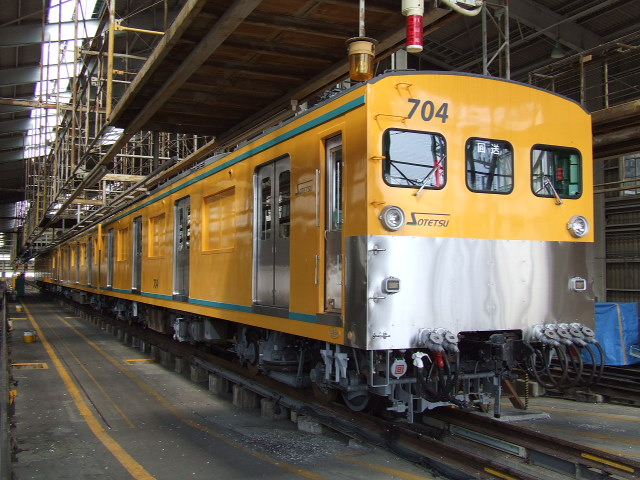
Serie 700
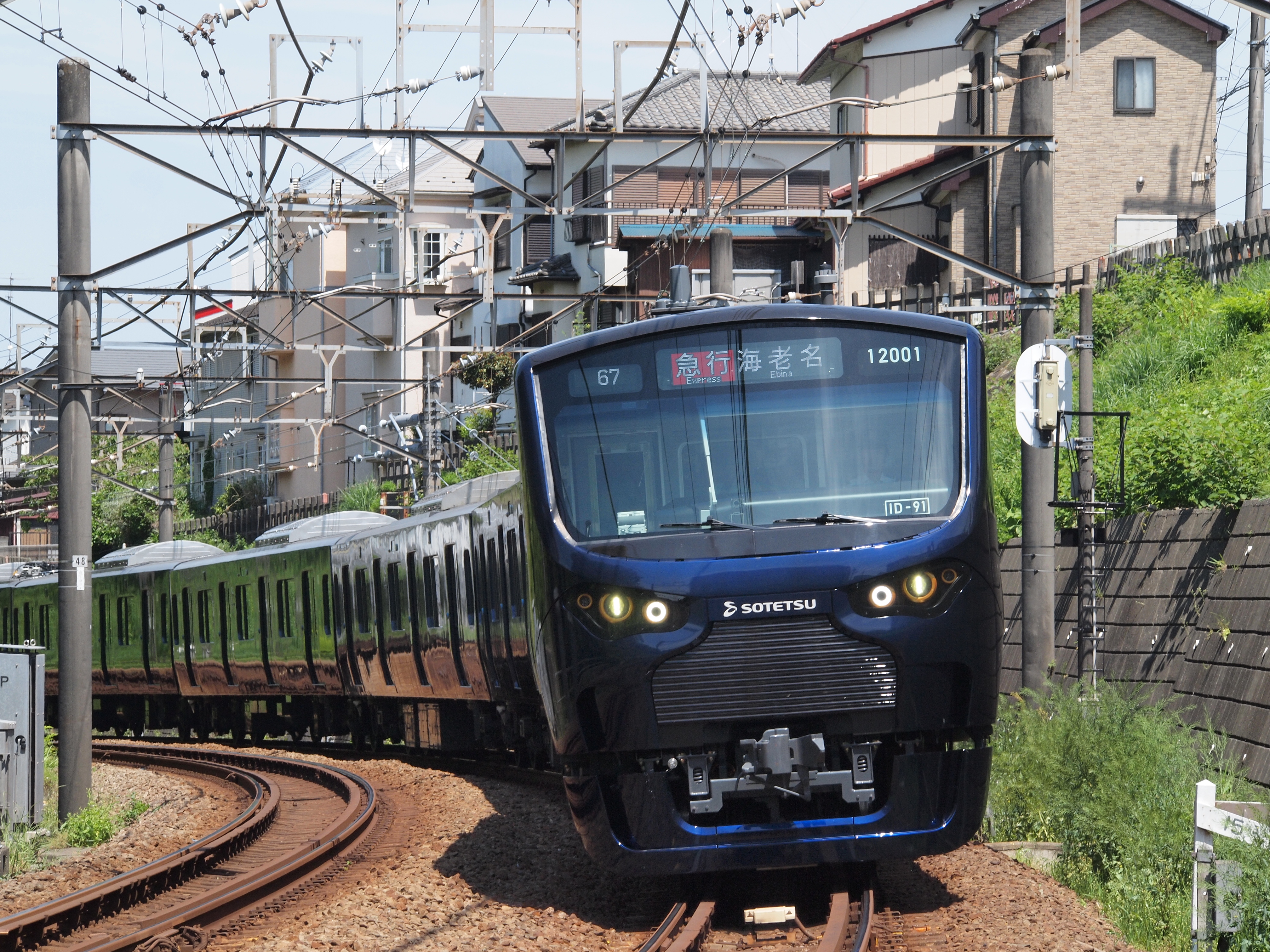
Serie 12000
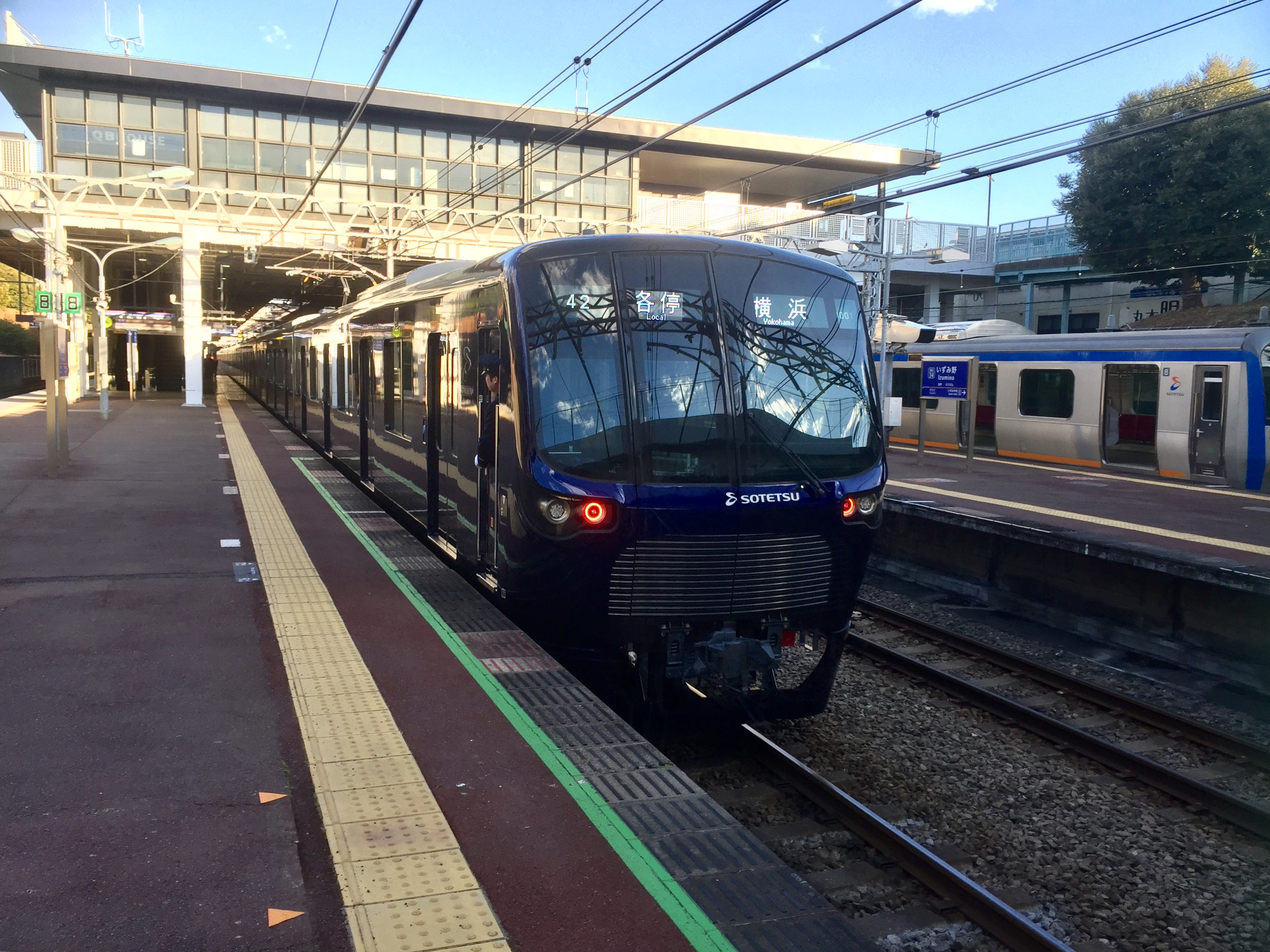
Serie 20000

## Tariffe
I prezzi indicati sono relativi ai biglietti per adulti. I biglietti per bambini sono disponibili alla metà del prezzo arrotondato per eccesso alla decina.
| Distanza | Prezzo (Yen) |
| -------- | ------------ |
| >3 km    | 140          |
| 4 - 7    | 170          |
| 8 - 11   | 190          |
| 12 - 15  | 220          |
| 16 - 19  | 250          |
| 20 - 23  | 270          |
| 24 - 25  | 300          |

In caso di prosecuzione sulla linea Izumino, vengono aggiunti i seguenti costi.
| Distanza                  | Fino a 6 km | 7 – 9 km |
| Futamatagawa - Izumi-Chūō | 20 Y        | 40 Y     |
| Izumi-Chūō - Shōnandai    | 30 Y        | 30 Y     |

## Progetti Futuri
Entro il 2022 il secondo tratto della linea Shin-Yokohama aprirà permettendo quindi collegamenti diretti con le linee Tokyu Toyoko, Tokyu Meguro e della Metropolitana Toei Mita. Il tratto tra Nishiya e Shin-Yokohama sarà gestito dalla Sotetsu mentre il rimanente tratto fino a Hiyoshi sarà gestito dalla Tokyu.